# Gustav von Saltzwedel
Gustav Reinhold Ludwig von Saltzwedel (ou Saltzwedell), né le 28 avril 1808 à Drosdowen (de), arrondissement d'Oletzko et mort le 6 juin 1897 à Pötschendorf (de), est un fonctionnaire et homme politique prussien. Il est membre du Parlement de Francfort de 1848 à 1849 et du Reichstag nord-allemand de 1867 à 1871.  

## Biographie
Fils d'un propriétaire terrien, Saltzwedel est né le 28 avril 1808 à Drosdowen (de) près d'Oletzko dans la province de Prusse-Orientale et issu de la famille noble von Saltzwedel (de). Après des études de droit à Königsberg puis Berlin de 1827 à 1830, pendant lesquelles il est membre du Corps Littuania, Saltzwedel entre comme stagiaire dans l'administration, d'abord auprès de la Kammergericht (cour d'appel) de Berlin jusqu'en 1830, puis auprès du district de Gumbinnen. À partir de 1834, il exerce la fonction d'administrateur (de) de l'arrondissement d'Oletzko avant de devenir, en 1841, conseiller gouvernemental (Regierungsrat) auprès du district de Dantzig, où il est notamment responsable des travaux d'amélioration de la forêt de Tuchola. En 1844, il est nommé conférencier et conseiller financier privé auprès du ministère de la Maison royale puis, en 1845, président (de) du district de Gumbinnen. 
En 1848, Saltzwedel est élu député au Parlement de Francfort dans la 5e circonscription de la province de Prusse, représentant l'arrondissement de Gumbinnen. Il prend ses fonctions le 25 mai et rejoint la fraction Casino (centre-droit). Rapporteur de la commission des finances dont il est membre à partir du 25 août 1848, il vote pour l'élection du roi de Prusse Frédéric-Guillaume IV comme empereur des Allemands avant de quitter le Parlement le 31 mars 1849, remplacé par Carl Gamradt. En outre, Saltzwedel est membre pour une mandature de la Chambre des représentants de Prusse en 1849, siégeant au centre-droit, et il fait partie de l'Association allemande pour la liberté du commerce de juin 1848 à mars 1849. 
En 1851, Saltzwedel est mis en disponibilité en tant que fonctionnaire et poursuit d'autres activités civiles et politiques. À Königsberg, il est président de la direction des pauvres ruraux (Land-Armen-Direktion) de Prusse-Orientale de 1868 à 1875 ainsi que du conseil d'administration de la chemin de fer du sud de la Prusse-Orientale. Entretemps, il est à nouveau député à la Chambre des représentants de Prusse de 1867 à 1869 et député au Reichstag de la confédération de l'Allemagne du Nord d'août 1867 à mars 1871, représentant la 7e circonscription du district de Gumbinnen (de) (Ortelsburg – Sensburg). Dans ces deux assemblées, il rejoint le groupe du Parti conservateur. 
Par la suite, après avoir été membre jusqu'en 1875 du tribunal administratif de district de Königsberg, Saltzwedel se retire sur sa propriété domaniale de Pötschendorf (de), dans l'arrondissement de Rastenburg (de), où il meurt le 6 juin 1897 à 89 ans.

## Famille
Saltzwedel se marie le 28 octobre 1840 à Oletzko avec Auguste Zimmermann (1822-1911). Le couple a un fils et trois filles :
- Gustav (né en 1843), Rittmeister ;
- Agnes (1845-1884), mariée en 1866 avec Emil von Wienskowski (de) (1826-1900), lieutenant-général ;
- Hedwig (née en 1847), mariée en 1874 avec Ferdinand von der Trenck (de) (1841-1895), administrateur de l'arrondissement de Rastenburg (de)[2] ;
- Gertrude (1852-1868).